# Borsa de Londres

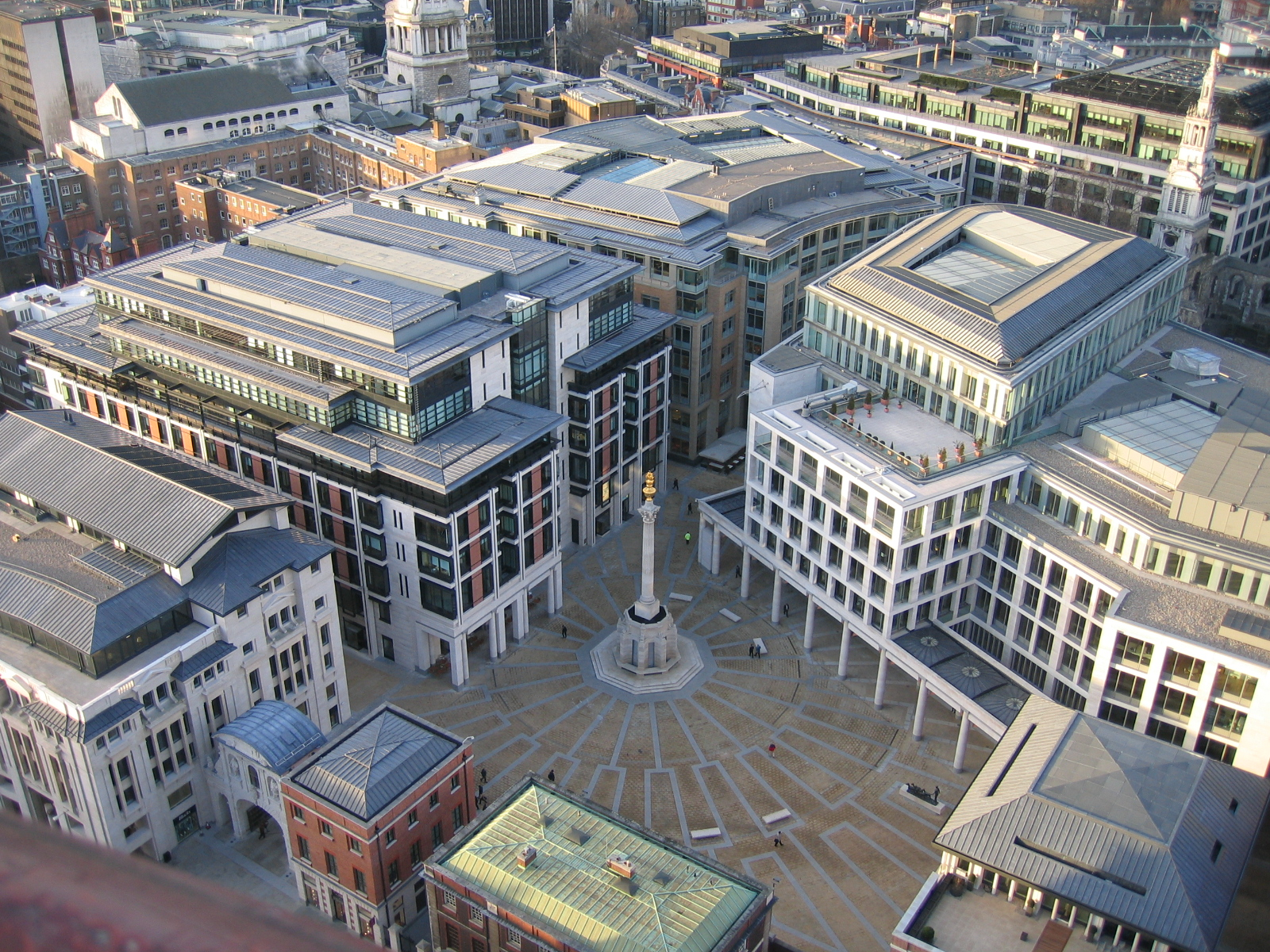
Paternoster Square. LSE ocupa l'edifici de la dreta

La Borsa de Londres (oficialment i en anglès London Stock Exchange- LSE) és una borsa de valors localitzada a Londres, Anglaterra.
Fou fundada el 1801, i actualment és una de les borses d'accions més grans del món. Molts dels seus valors són internacionals però compte també amb nombrosos valors de companyies britàniques. Les seves actuals instal·lacions estan situades a Paternoster Square, prop de la Catedral de Sant Pau de Londres.

## Història

### Origen del comerç de valors
El comerç de valors va començar per a finançar dos viatges: l'intent de la Companyia de Moscovia d'arribar a la Xina creuant la Mar Blanca al nord de Rússia, i el viatge de la Companyia Britànica de les Índies Orientals a l'Índia.
Al no ser capaços de finançar tan costosos viatges amb el seu propi capital, les companyies van recaptar diners venent part dels seus valors a mercaders, concedint-los a canvi una part dels beneficis de la companyia.
La idea aviat va prendre força i es calcula que per a 1695 hi havia més de 140 empreses que comerciaven amb els seus pròpies valors. El comerç de valors es va concentrar principalment en una zona de Londres anomenada "Exchange alley" o "Change alley", que era un petit carreró d'una zona residencial de Londres. Aquesta zona concentrava nombrosos coffee shops, i principalment en dos d'ells es va centrar el comerç d'accions: el "Jonathan's" i el "Garraway's". El broker John Castaing publicava una llista del preu dels valors a la qual van anomenar El curs de l'intercanvi i altres coses en aquests coffee-shops.

### Llicències per als brokers
Alguns brokers, usant informació confidencial que no estava a l'abast del públic, realitzaven pràctiques poc ètiques. Per a evitar aquest tipus de successos, el 1667 es va crear una llei que obligava a tots els brokers a adquirir una llicència i a jurar un pacte en el qual indicaven que serien justos i legals en la compra-venda de valors.

### Companyia de la Mar del Sud
El "Change Alley" va prosperar durant diversos anys, encara que això canvi quan va sofrir un revés l'any 1720. Hi havia una empresa anomenada la Companyia de la Mar del Sud, que havia estat creada entre el Govern i John Blunt. Aquesta empresa havia causat una gran excitació entre els brokers. L'empresa portava nou anys no sent rendible, i el Govern va voler vendre valors per a poder fer front al deute acumulat. Els valors van sortir a subhasta a 128£, però ràpidament van aconseguir el valor de 1050£ en tot just 6 mesos. La bombolla inevitablement va explotar, fent caure els valors a 124£. El succés va crear un clam popular, la qual cosa va obligar el govern a modificar la legislació per a prevenir futures bombolles com aquesta. El mercat de valors va trigar molt de temps a recuperar-se d'aquest esdeveniment.

### Threadneedle Street i Capel Court
El coffee-shop Jonathan's es va cremar el 1748, i si afegim el creixent amuntegament a la zona del "Change Alley", va provocar que els brokers construïssin un nou "Jonathan's" al carrer Threadneedle Street, i van començar a cobrar per l'entrada. L'edifici ràpidament va canviar el seu nom per "Borsa de valors", i el 1801 va tornar a canviar el seu nom a "Habitació de subscripció de valors" després d'entrar en vigor la nova legislació.
Tot i això, el canvi no semblava suficient, per la qual cosa es van traslladar a l'acabat de construir "Capel Court". La borsa es va recuperar prop de l'any 1820, amb el creixement de les indústries del ferrocarril, mineria, canals i assegurances. Ràpidament van començar a crear-se altres borses al llarg del Regne Unit, i es va afegir el comerç de bons a la dels valors.

### Lema
El seu lema va ser creat el 1923. En llatí és Dictum meum pactum, que es pot traduir com “La meva paraula és el meu pacte”, fent referència al fet que calia complir amb el que cadascun havia dit.

### Programa Elite
El 2018 van llançar el programa Elite per a donar suport a empreses de països emergents per a entrar al mercat global de valors.

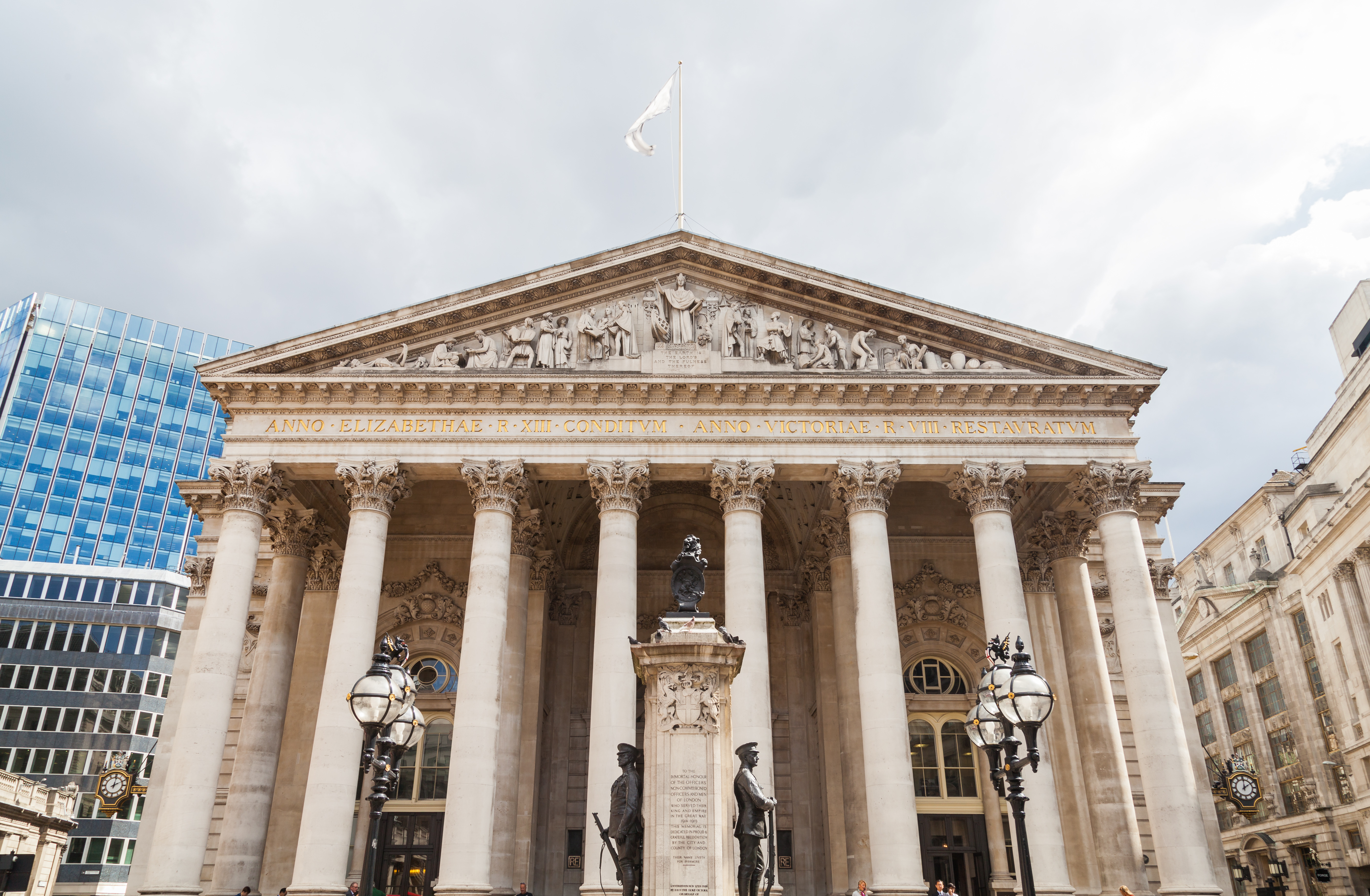
Antiga borsa de comerç de Londres.

## Fusions i adquisicions
El 3 de maig de 2000, es va anunciar que la LSE es fusionaria amb la Deutsche Börse; tanmateix, això va quedar en res.
El 23 de juny de 2007, la Borsa de Londres va anunciar que havia acordat els termes d'una oferta recomanada als accionistes de la Borsa Italiana S.p.A. La fusió de les dues empreses va crear un grup borsari diversificat líder a Europa. El grup combinat va rebre el nom de London Estoc Exchange Group, però va continuar sent dues entitats legals i reglamentàries separades. Una de les estratègies a llarg termini de l'empresa conjunta és ampliar els eficaços serveis de compensació de Borsa Italiana a altres mercats europeus.
El 2007, després que Borsa Italiana anunciés que exercia la seva opció de compra per a adquirir el control total de MBE Hòldings, el Grup combinat passaria a controlar el Mercato dei Titoli di Stato, o MTS. Aquesta fusió de Borsa Italiana i MTS amb el negoci existent de cotització de bons de LSE va millorar la gamma de mercats de renda fixa europeus coberts.
London Estoc Exchange Group va adquirir Turquoise (TQ), un SMN paneuropeu, el 2009.

### Ofertes del Nasdaq
El desembre de 2005, la Borsa de Londres va rebutjar una oferta d'adquisició de 1.600 milions de lliures de Macquarie Bank. London Estoc Exchange va qualificar l'oferta de "irrisòria", un sentiment del qual es van fer ressò els accionistes de la Borsa. Poc després que Macquarie retirés la seva oferta, la LSE va rebre una proposta no sol·licitada de NASDAQ que valorava l'empresa en 2.400 milions de lliures. També la va rebutjar. Més tard, NASDAQ va retirar la seva oferta i, menys de dues setmanes després, l'11 d'abril de 2006, va arribar a un acord amb el major accionista de la LSE, la unitat Ameriprise Financial de Threadneedle Asset Management, per a adquirir tota la participació d'aquesta empresa, que consistia en 35,4 milions d'accions, a 11,75 lliures per acció. NASDAQ també va comprar 2,69 milions d'accions addicionals, la qual cosa suposa una participació total del 15%. Encara que el venedor d'aquestes accions no va ser revelat, es va produir simultàniament amb una venda per part de Scottish Widows de 2,69 milions d'accions. El moviment va ser vist com un esforç per a forçar a LSE a la taula de negociació, així com per a limitar la flexibilitat estratègica de la Borsa de Londres.
Les compres posteriors van augmentar la participació de NASDAQ fins al 25,1%, la qual cosa va frenar les ofertes de la competència durant diversos mesos. Les normes financeres del Regne Unit exigien que NASDAQ esperés un període abans de renovar el seu esforç. El 20 de novembre de 2006, un o dos mesos després de l'expiració d'aquest període, NASDAQ va augmentar la seva participació fins al 28,75% i va llançar una oferta hostil al mínim permès de 12,43 lliures esterlines per acció, que era el més alt que NASDAQ havia pagat en el mercat obert per les seves accions existents. La LSE va rebutjar immediatament aquesta oferta, afirmant que "infravalorava substancialment" l'empresa.
NASDAQ va revisar la seva oferta (caracteritzada com una oferta "no sol·licitada", en lloc d'un "intent d'adquisició hostil") el 12 de desembre de 2006, indicant que podria completar l'acord amb el 50% (més una acció) de les accions de LSE, en lloc del 90% que havia estat buscant. No obstant això, la borsa estatunidenca no va elevar la seva oferta. Molts fons de cobertura havien acumulat grans posicions a la LSE, i molts gestors d'aquests fons, com per exemple Furse, van indicar que l'oferta seguia sense ser satisfactòria. L'oferta de NASDAQ es va fer més difícil perquè havia descrit la seva oferta com a "final", la qual cosa, segons les normes de licitació britàniques, restringia la seva capacitat d'augmentar la seva oferta excepte en determinades circumstàncies.
Al final, l'oferta de NASDAQ va ser rebutjada rotundament pels accionistes de la LSE. Després d'haver rebut l'acceptació de només el 0,41% de la resta del registre abans de la data límit del 10 de febrer de 2007, l'oferta de Nasdaq va quedar anul·lada.
El 20 d'agost de 2007, NASDAQ va anunciar que abandonava el seu pla d'adquisició de la LSE i que posteriorment buscaria opcions per a desprendre's de la seva participació del 31% (61,3 milions d'accions) a l'empresa davant el fracàs del seu intent d'adquisició. Al setembre de 2007, NASDAQ va acordar vendre la majoria de les seves accions a Borse Dubai, deixant a la bossa amb seu als Unió dels Emirats Àrabs amb el 28% de la LSE.

### Proposta de fusió amb TMX Group
El 9 de febrer de 2011, London Estoc Exchange Group va anunciar que havia acordat fusionar-se amb la Toronto Estoc Exchange, creant una entitat combinada amb una capitalització de mercat de les empreses cotitzades igual a 3,7 bilions de lliures. Xavier Rolet, conseller delegat del LSE Group en aquest moment, hauria dirigit la nova empresa ampliada, mentre que el conseller delegat de TMX, Thomas Kloet, s'hauria convertit en el nou president de la signatura. No obstant això, London Estoc Exchange Group va anunciar que posava fi a la fusió amb TMX el 29 de juny de 2011, al·legant que "LSEG i TMX Group creuen que és molt poc probable que la fusió aconsegueixi l'aprovació per majoria de dos terços requerida en la junta d'accionistes de TMX Group". A pesar que LSEG va obtenir el suport necessari dels seus accionistes, no va aconseguir el suport necessari dels accionistes de TMX.

## Principals accionistes de la Borsa de Londres (LSE)
El 31 de desembre de 2019, la distribució dels principals accionistes de la Borsa de Londres (LSE) es trobava així:
| Qatar Hòlding                     | 10,2% |
| Qatar Investment Authority        | 10,0% |
| Lindsell Train                    | 6,89% |
| Capital Research & Management     | 6,38% |
| Horizon Kinetics Asset Management | 5,93% |
| Kinetics Asset Management         | 4,60% |
| BlackRock Investment Management   | 4,57% |
| Invesco Asset Management          | 4,19% |
| Fidelity Management & Research    | 2,80% |
| The Vanguard Group                | 2,53% |

## Horari d'obertura
Les sessions de negociació normals del llibre de comandes principal (SETS) són de 08:00 a 16:30 hora local tots els dies de la setmana excepte dissabtes, diumenges i festius declarats per la borsa amb antelació. El calendari detallat és el següent:
1. Informes comercials: 07:15 a 07:50
2. Inauguració de la subhasta: 07:50–08:00
3. Comerç continu: 08:00 a 16:30
4. Tancament de la subhasta: 16:30–16:35
5. Manteniment de la comanda: 16:35 a 17:00
6. Informes comercials només: 17:00 a 17:15

### Períodes de subhasta (SETQx)
Els SETSqx (Stock Exchange Electronic Trading Service – quotes and crosses) és un servei de negociació de valors menys líquids que els negociats a SETS. Es preveu que els descreuaments de la subhasta tinguin lloc a les 8, 9, 11, 14 i 16:35.
Actualment els dies festius són: Dia de Cap d'Any, Divendres Sant, Dilluns de Pasqua, 1 de maig, Festa de primavera, Festa d'estiu, Nadal i Boxing Day. Si el Dia d'Any Nou, Dia de Nadal i/o Dia de Nadal és un cap de setmana, el següent dia laborable és festiu.